# Obwód witebski

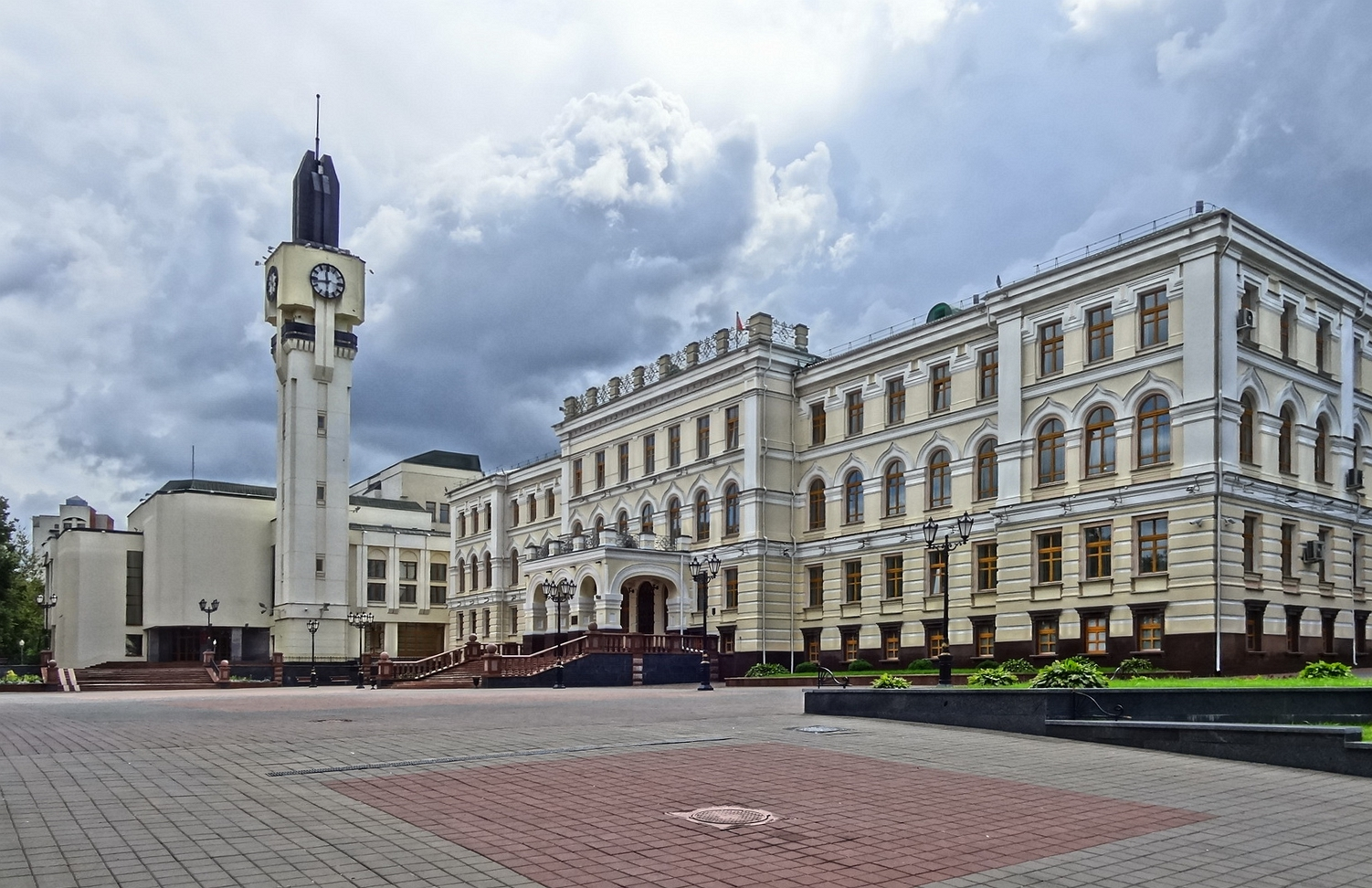
Siedziba Komitetu Wykonawczego Obwodu Witebskiego

Obwód witebski (biał. Віцебская вобласць, trb. Wicebskaja wobłasć; ros. Витебская область) – obwód Białorusi leżący w jej północnej części przy granicy z Litwą, Łotwą i Rosją. Stolicą obwodu jest Witebsk.
Obwód znany bywa również pod potoczną nazwą Witebszczyzna lub Ziemia Witebska. Obejmuje większość obszaru historycznego księstwa witebskiego, województwa witebskiego oraz guberni witebskiej.

## Geografia

### Położenie
Obwód położony w północnej części Białorusi. Maksymalna rozciągłość terytorium z południa na północ – 300 km, ze wschodu na zachód – 175 km. Powierzchnia 40 100 km².
Na wschodzie graniczy ze smoleńskim, a na północy z pskowskim obwodem Rosji, na północnym zachodzie – z Łotwą, na zachodzie – z Litwą i obwodem grodzieńskim, a na południu z mińskim i mohylewskim obwodem Białorusi.

### Ukształtowanie
Niemal cały obszar obwodu znajduje się w granicach Pojezierza Białoruskiego. W części centralnej i na zachodzie znajduje się Nizina Połocka, na południowym wschodzie – Nizina Suraska, na wschodzie – Nizina Łuczoska, na południu Równina Czasznicka і Nizina Górnoberezyńska. Wysoczyzny: Horodecka, Witebska, Orszańska, częściowo Smoleńska, Uszacko-Lepelska, Grzęda Brasławska i Wzgórza Święciańskie zajmują ok. 1/4 obszaru obwodu i przeważają na jej obrzeżach.

### Bogactwa naturalne
Stwierdzono złoża dolomitów, częściowo wykorzystane przemysłowo. Występują pokłady glin i piasków gliniastych, znaczne ilości torfu, piasków budowlanych. W jeziorach spotyka się mineralne wody i muły.

### Klimat i roślinność
Klimat umiarkowany kontynentalny. Średnia temperatura stycznia od –6,6 °C na południowym zachodzie do –8,4 °C na północnym wschodzie; lipca ok. 17–18 °C. Okres wegetacji 180–190 dni. Suma opadów od 600 mm na równinach do 750 mm na wysoczyznach.
Lasy, przeważnie sosnowe i jodłowe, zajmują 37,4% całkowitego terytorium. Występują także lasy brzozowe, olchowe, osinowe. Bagna (połowa osuszona) pokrywają 6% terenu.
Na witebszczyźnie duże znaczenie przykłada się do ochrony pomników przyrody. Park Narodowy „Jeziora Brasławskie” razem z Berezyńskim Rezerwatem Biosfery włączone są w projekt „Złote koło Białorusi”. Stworzono także 26 rezerwatów państwowych, chroniących ok. 80 obiektów przyrodniczych.

### Hydrografia
Obwód zajmuje pierwsze miejsce na Białorusi pod względem gęstości sieci rzecznej oraz liczby i całkowitej powierzchni jezior. Jego rzeki należą do zlewiska Dźwiny (80%), a także Dniepru, Niemna, Łowaci. Największe z nich to: Dźwina z dopływami Uświecz, Obol, Pałata, Dryssa, Kaspla, Łuczosa, Ułła, Uszacza, Dzisna i Dniepr. Tu biorą początek jego dopływy: Berezyna i Druć. W obwodzie znajduje się też ponad 2,8 tys. jezior. Większe z nich to Oświeja, Łukomskie, Dryświaty, Drywiaty, Nieszczerdo, Snudy, Jeziorzysko, Strusta, Absterna.

## Historia
Na obszarze dzisiejszego obwodu w 1101 powstało niezależne Księstwo witebskie. W 1508 – województwo witebskie Wielkiego Księstwa Litewskiego, później Rzeczypospolitej Obojga Narodów. W 1802 powstała gubernia witebska w składzie Imperium Rosyjskiego.
W początkowych latach istnienia ZSRR obszar wchodził w skład guberni witebskiej Rosyjskiej FSRR. W 1924 częściowo został przekazany Białoruskiej SRR. Sam obwód utworzono 15 stycznia 1938. W 1944 zachodnia jego część została włączona do obwodu połockiego, po czym ponownie włączona do witebskiego w 1954. W 1960 dołączono do niego północną część obwodu mołodeczańskiego z miastami Brasław i Postawy, a w 1961 – rejon biegomlski obwodu mińskiego, następnie włączony do rejonu dokszyckiego. W 1984 na terytorium obwodu znajdowało się 19 miast, 24 osiedla typu miejskiego i 2 osiedla robotnicze.
Od 27 lipca 1990 rejon znajduje się w składzie niezależnej Białorusi. W 1995 było w nim 20 miast (w tym 5 na prawach rejonu), 9 osiedli typu miejskiego, 225 rad wiejskich, 2194 wsi.

## Heraldyka
2 czerwca 2009 obwód witebski, jako ostatni, otrzymał swoją flagę i herb. Za wzór posłużył herb guberni witebskiej z 1856 z elementami wcześniejszego herbu województwa witebskiego. Zatwierdzony dekretem prezydenta Nr 277. Przedstawia francuską tarczę, na czerwonym polu której znajduje się wizerunek srebrnego konnego rycerza w zbroi, trzymającego w prawej ręce na głową miecz, a w lewej – tarczę z sześcioramiennym krzyżem. Herb zwieńczony jest złotą koroną miejską o pięciu zębach, zaś od dołu i z boków wieńcem złotych gałązek dębowych owiniętych niebieską wstęgą.
Jak napisano w uzasadnieniu, „w języku heraldyki jeździec symbolizuje to siłę, honor, odwagę, a podniesiony miecz – zwycięstwo i ochronę. Szlachetny koń symbolizuje odwagę lwa, wzrok orła, zręczność lisa. Przyjęcie historycznego herbu jest hołdem dla żołnierzy, którzy bronili swojej ziemi przed wrogiem”.

Herb województwa witebskiego
Herb guberni witebskiej (1856)
Herb obwodu witebskiego (2009)

## Transport

### Kolej
Przez teren obwodu przechodzą międzynarodowe linie kolejowe Moskwa – Orsza – Mińsk – Warszawa, Sankt Petersburg – Witebsk – Orsza – Kijów, Smoleńsk – Witebsk – Połock – Ryga. Duże znaczenie mają też linie Orsza – Uniecza, Newel – Połock – Mołodeczno, Orsza – Lepel, Królewszczyzna – Postawy i dalej na Litwę. Większe wężły – Orsza, Witebsk, Połock. Długość eksploatacyjna kolei wynosi 1210 km.

### Drogi
Główne drogi przecinające obwód to: E30/Magistrala M1 (Moskwa – Orsza – Mińsk – Brześć), E95/Magistrala M8 (Sankt Petersburg – Witebsk – Orsza – Kijów), Smoleńsk – Witebsk – Połock – Dźwińsk, Witebsk – Lepel – Mińsk. Drogi z twardą nawierzchnią mają łączną długość ponad 3,6 tys. km.

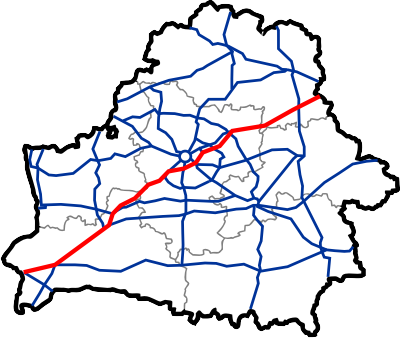
Magistrala M1
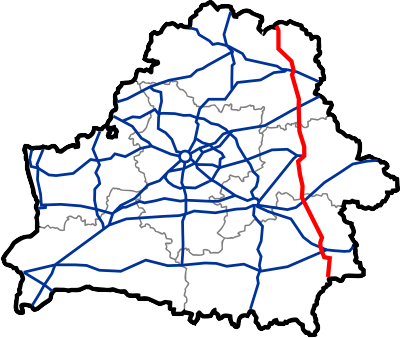
Magistrala M8

### Inne
- Po Dźwinie na odcinku od Wieliża do Połocka i na Dnieprze poniżej Orszy odbywa się żegluga;
- W Witebsku znajduje się port lotniczy;
- Na terenie obwodu przechodzi odgałęzienie rurociągu „Przyjaźń” oraz gazociąg „Zorza”

## Gospodarka

### Przemysł
Główne branże to: przetwórstwo ropy naftowej (47%), produkcja energii elektrycznej (28,5%), przemysł lekki (24%), naftochemia (12,5%), przemysł spożywczy (12%) i produkcja materiałów budowlanych (prawie 10%). Produkuje się tu wszystkie tkaniny lniane, polietylen, połowę białoruskich produktów naftowych i energii elektrycznej, ok. 40% dywanów, ponad 30% wyrobów pończoszano-skarpetkowych. Wytwarza się także maszyny, obuwie, olej, konserwy mięsne i mleczne. Na terenie obwodu znajduje się największa na Białorusi elektrownia cieplna w Nowołukomlu, a także elektrownia wodna „Przyjaźń ludów” w Dryświatach (obecnie nie pracuje). Największe, wyspecjalizowane przedsiębiorstwa mieszczą się w Witebsku, połockim zagłębiu przemysłowym, Orszy. Działa wolna strefa ekonomiczna „Witebsk”. Obwód wchodzi w skład euroregionu „Kraina jezior”.

### Rolnictwo
Rolnictwo specjalizuje się w uprawie zbóż (jęczmień, żyto), ziemniaków, roślin pastewnych, a także lnu. Rozwinięta jest gospodarka stawno-rybna. Gleby wykorzystywane pod rolnictwo są przeważnie sodowo-bielicowe, sodowo-bagienne lub torfowe i zajmują 40,5% obszaru obwodu. Charakterystyczne są dla nich mozaikowość i kamienistość. Działają kołchozy i spółdzielnie – ok. 400 gospodarstw.

## Kultura
Na obszarze obwodu znajduje się ok. 40 muzeów.

## Demografia

### Miasta
Miasta z liczbą mieszkańców powyżej 8 tysięcy. Stan na 1 stycznia 2009.
1. Witebsk – 347 500
2. Orsza – 122 200
3. Nowopołock – 101 000
4. Połock – 83 700
5. Postawy – 19 800
6. Głębokie – 19 500
7. Lepel – 18 600
8. Nowołukoml – 14 100
9. Horodek – 13 400
10. Barań – 12 100
11. Tołoczyn – 10 300
12. Brasław – 9900
13. Czaśniki – 9500
14. Miory – 8700
15. Dubrowna – 8600
16. Ruba – 8200

### Wsie
W obwodzie znajduje się 6480 wsi, z których 366 jest opustoszałych. Przeważają niewielkie – poniżej 10 mieszkańców. Na początku 2006 takich wsi było 4718, czyli 73%. Zamieszkuje w nich 19% wiejskiej ludności. Większość ludzi mieszka w 116 wsiach z liczbą mieszkańców ponad 500 w każdej. Największe z nich to m.in. Akciabrskaja i Nówka (rejon witebski), Farynów (rejon połocki), Królewszczyzna (rejon dokszycki), Borówka (rejon lepelski), Babinicze (rejon orszański). Średnio przypada 58 osób na wieś. Najwięcej wsi małych znajduje się w rejonach: brasławskim, miorskim i postawskim, zaś dużych – w orszańskim i witebskim.

### Liczba ludności
- 1995: 1 438 800
- 1999: 1 377 200 (923 100 miejska, 454 100 wiejska; 81% liczby ludności w stosunku do stanu sprzed II wojny św.)[4]
- 2003: 1 334 500
- 2007: 1 273 300
- 2008: 1 267 300
- 2009: 1 231 000 (897 000 miejska, 334 000 wiejska)[4]
- 2010: 1 228 600 (897 700 miejska, 330 900 wiejska)[5]
- 1 stycznia 2011: 1 221 800[6]
- 1 maja 2011: 1 218 500[7]

### Skład etniczny
Stan na rok 1999:
1. Białorusini – 82%
2. Rosjanie – 13,6%
3. Ukraińcy – 1,6%
4. Polacy – 1,5%
5. inni – 1,3%

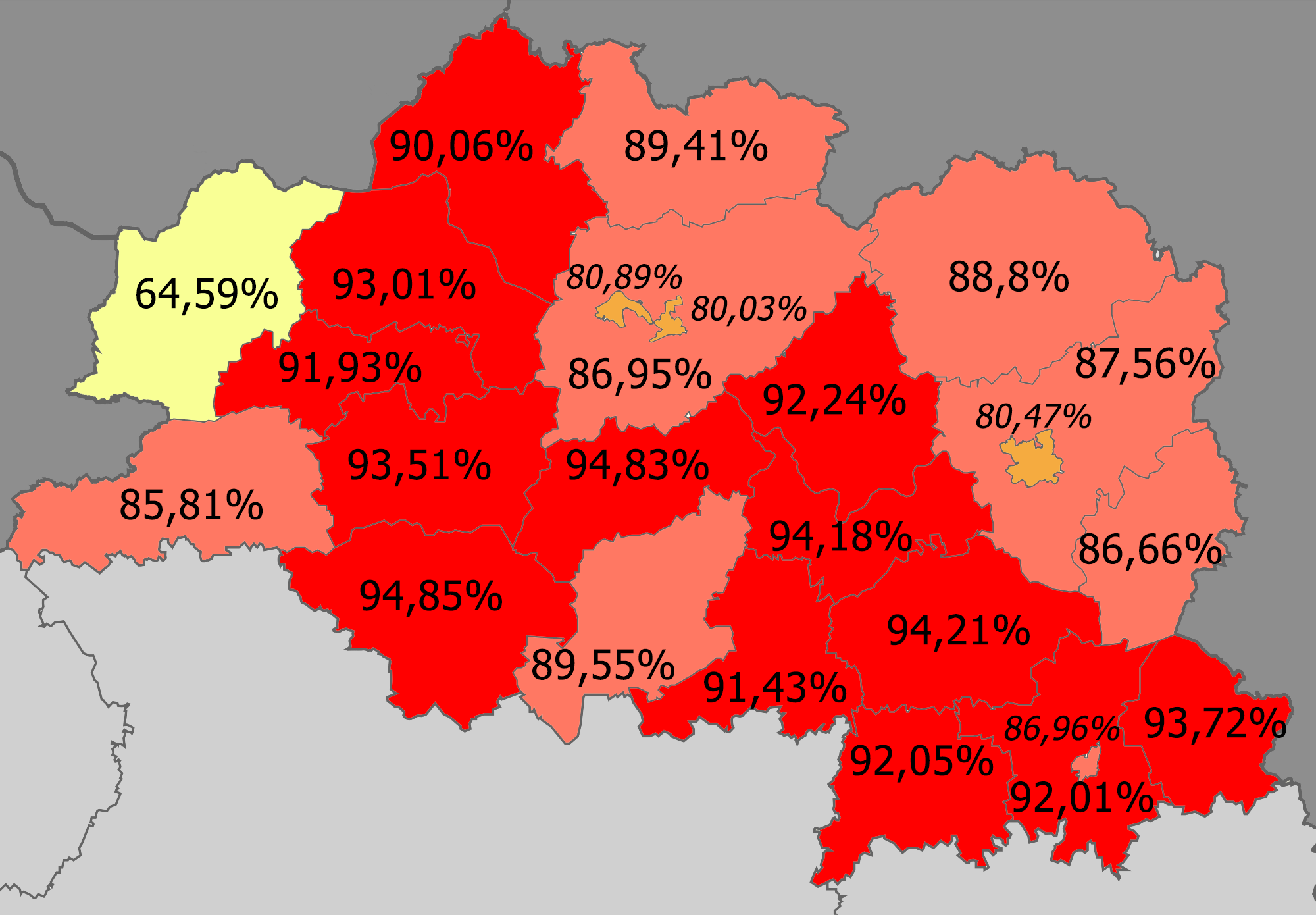
Białorusini     >90     85—90%     80–85%     <80% (64.59%)
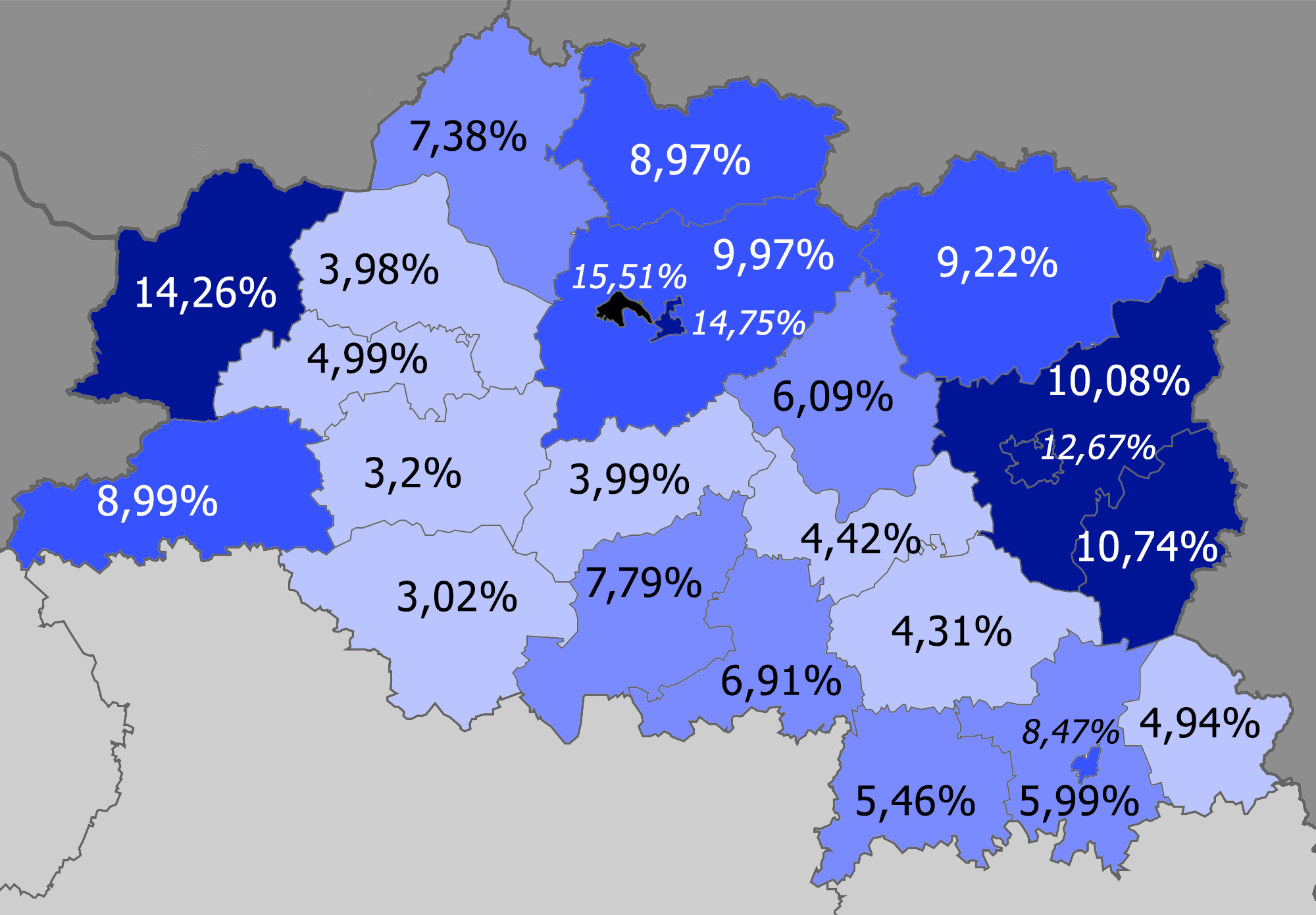
Rosjanie     >15% (15.51%)     10–15%     8–10%     5–8%     <5%
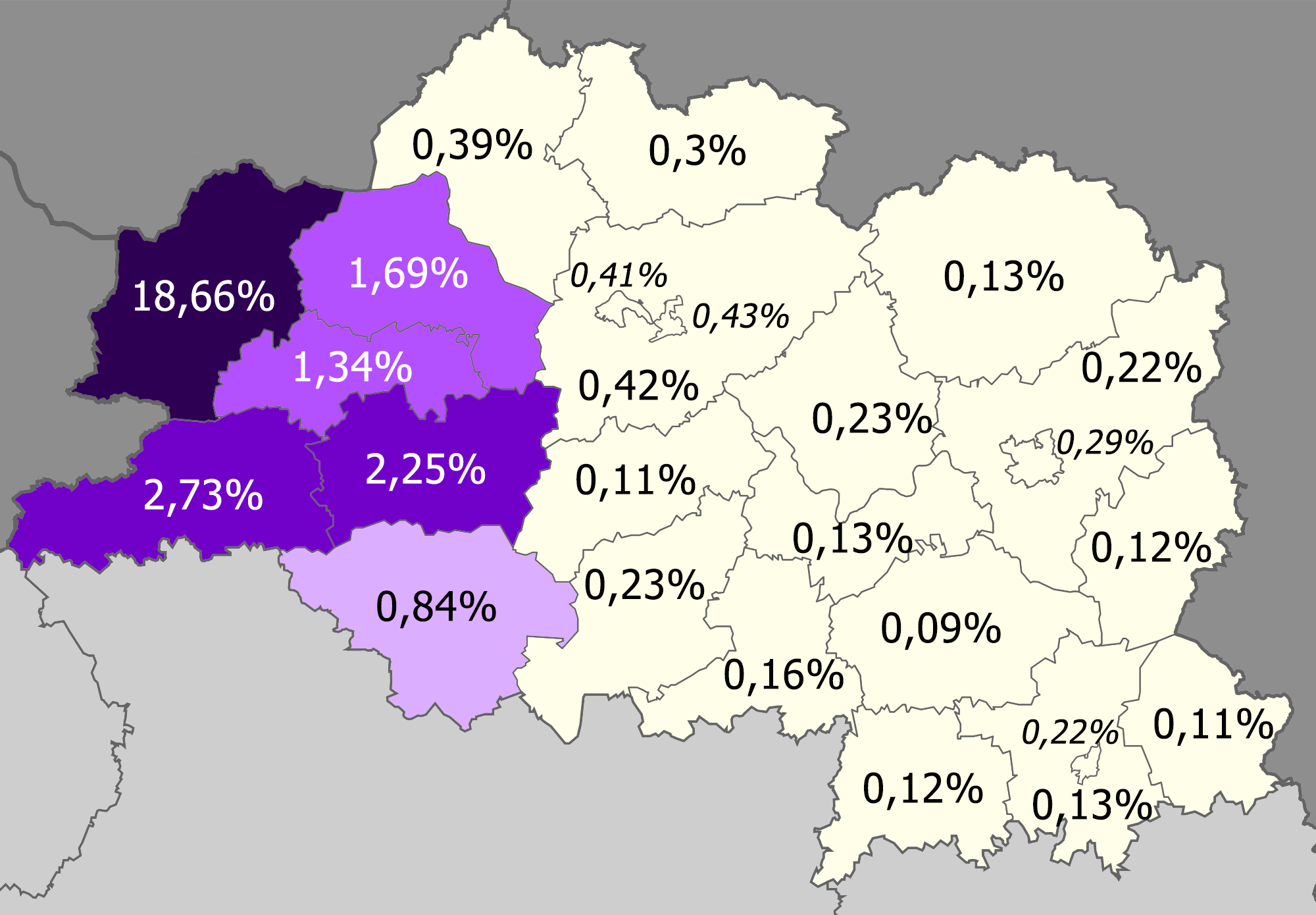
Polacy     >5% (18.66%)     2–5%     1–2%     0.5–1%     <0.5%

### Dynamika
W okresie od 1959 do 1999 liczba ludności miast zwiększyła się 2,3 raza, zaś ludności wsi zmniejszyła się o 48%.

### Przewidywana długość życia
W końcu lat 80. XX w. osiągnęła 71,3 roku, a następnie zaczęła się stopniowo obniżać, by w 2002 osiągnąć 67,5 roku (mężczyźni – 61,9, kobiety – 73,6).

## Znane osoby urodzone w obwodzie (bez miasta Witebsk)
- Tadeusz Dołęga-Mostowicz – polski pisarz
- Żores Ałfiorow – laureat Nagrody Nobla z fizyki w 2000
- Zinowij Bielecki – radziecki filozof
- Franc Pierchorowicz – radziecki dowódca, Bohater Związku Radzieckiego
- Paweł Suchoj – radziecki konstruktor samolotów, uczony

## Podział administracyjny

### Miasta na prawach rejonów
1. Witebsk
2. Nowopołock
3. Orsza
4. Połock

### Rejony
1. Bieszenkowicki (Bieszenkowicze) Бешанковіцкі (Bieszankowicki)
2. Brasławski (Brasław) Браслаўскі (Brasłauski)
3. Czaśnicki (Czaśniki) Чашніцкі (Czasznicki)
4. Dokszycki (Dokszyce) Докшыцкі (Dokszycki)
5. Dubrowieński (Dubrowna) Дубровенскі (Dubrowienski)
6. Głębocki (Głębokie) Глыбоцкі (Hłybocki)
7. Horodecki (Horodek) Гарадоцкі (Haradocki)
8. Lepelski (Lepel) Лепельскі (Lepielski)
9. Łozieński (Łoźna) Лёзьненскі (Loźnienski)
10. Miorski (Miory) Мёрскі (Miorski)
11. Orszański (Orsza) Аршанскі (Arszanski)
12. Połocki (Połock) Полацкі (Połacki)
13. Postawski (Postawy) Пастаўскі (Pastauski)
14. Rossoński (Rossony) Расонскі (Rasonski)
15. Sienneński (Sienno) Сеньненскі (Sieńnienski)
16. Szarkowszczyński (Szarkowszczyzna) Шаркоўшчынскі (Szarkouszczynski)
17. Szumiliński (Szumilino) Шумілінскі (Szumilinski)
18. Tołoczyński (Tołoczyn) Талачынскі (Tałaczynski)
19. Uszacki (Uszacz) Ушацкі (Uszacki)
20. Wierchniedźwiński (Wierchniedźwińsk) Верхнядзьвінскі (Wierchniadźwinski)
21. Witebski (Witebsk) Віцебскі (Wiciebski)

### Rejony istniejące w przeszłości
1. Biegomlski (włączony do rejonu dokszyckiego po 1961)